# 尤納迪拉 (紐約州村)
尤納迪拉（英語：Unadilla）是位於美國紐約州奧齊戈縣的村。

## 人口
根據2020年美國人口普查的數據，尤納迪拉的面積為2.81平方千米，當中陸地面積為2.68平方千米，而水域面積為0.13平方千米。當地共有人口1065人，而人口密度為每平方千米379人。